# Campeonato de Portugal (liga)
O Campeonato de Portugal é, atualmente, o quarto escalão do sistema de ligas de futebol de Portugal, tendo desde a época 2015-16 a denominação Campeonato de Portugal, tendo sido o terceiro escalão entre as épocas de 2013/14 até 2020/21 época que foi criada a Liga 3 o atual terceiro escalão do futebol português. Sendo disputado na época 2022–23 por 56 equipas.
O Campeonato de Portugal foi criado em 2013–14 para substituir as II e III Divisões, o seu nome de fundação era Campeonato Nacional de Seniores, Adotou a atual designação na época 2015-16 (não confundir com a antiga competição com o mesmo nome).

## História
Nas duas primeiras edições desta competição, esta era constituída por 80 equipas e estava dividida em duas fases. Na primeira fase, os clubes eram divididos em 8 séries de 10 equipas cada, jogando contra todas as equipas da mesma série a duas voltas. Na segunda fase, os dois melhores classificados de cada série da primeira fase são agrupados em duas séries de oito equipas (zona Norte e zona Sul), também a duas voltas, em que os vencedores de cada série jogam um jogo entre si para determinar o vencedor da competição e, juntamente com o vencedor de um play-off a duas mãos entre os segundos classificados das duas séries, são promovidos à Segunda Liga. As restantes 8 piores equipas de cada série da primeira fase, são agrupadas em oito séries de oito equipas cada, mais uma vez a duas voltas. Os dois últimos classificados de cada série são despromovidos, juntamente com os derrotados de 4 play-offs entre os terceiros piores classificados de cada série.
Na época de 2017-18, de modo a possibilitar uma redução do número de equipas de 80 para 72, esta competição é disputada em 5 séries de 16 equipas cada, em que 6 equipas de cada série são despromovidas e o primeiro classificado de cada série mais os 3 melhores segundos classificados disputam play-offs entre si, de modo a determinar as duas equipas promovidas e o vencedor da competição.
A partir da época de 2018-19, esta prova passará a ser disputada por apenas 72 equipas, distribuídas por 4 séries de 18 equipas cada, em que 5 equipas de cada série são despromovidas e as duas melhores equipas de cada série disputam play-offs entre si de modo a determinar as duas equipas promovidas e o vencedor da competição.
Em consequência da pandemia de COVID-19, após considerar inicialmente a realização de jogos à porta fechada, a Federação Portuguesa de Futebol decidiu a 12 de março de 2020 pela suspensão total dos jogos do Campeonato de Portugal por tempo indeterminado.
No dia 8 de abril a FPF decidiu terminar de forma definitiva o Campeonato. Ficou também decidido que não existem descidas de divisão mas sim duas subidas (Arouca e Vizela). O critério da subida destas duas equipas foi o número de pontos conquistados até à suspensão do Campeonato. 
Não ocorreram descidas e o Campeonato de Portugal em 2020–21 teve 96 equipas. No final dessa época assistiu-se à criação da Liga 3.
A FPF anunciou que o Campeonato de Portugal terá no máximo 63 equipas na época 2021–22 mas que se houver desistência de alguns clubes este número pode baixar para um mínimo de 60 equipas.

## Formato
A partir da época 2021–22 o Campeonato de Portugal passará a ser disputado por 63 equipas, os 40 clubes que asseguraram a manutenção na época 2020–21, 18 clubes indicados pelas respetivas associações distritais, um clube representante da Região Autónoma dos Açores, um clube representante da Região Autónoma da Madeira e os três clubes da Região Autónoma da Madeira que desistiram do Campeonato de Portugal em concordância entre a FPF e o Governo Regional  conformo os termos do artigo 11 do regulamento à data da época 2020–21.
O Campeonato de Portugal é composto por três fases.
1ª fase regular, 2ª fase de subida  e 2ª fase manutenção  e 3ª fase de apuramento de campeão.

#### 1ª fase
Na 1ª fase o Campeonato de Portugal é disputado por 63 clubes que são divididos em 3 séries de 10 equipas e 3 séries de 11 equipas distribuídos de acordo com a sua localização geográfica.
As séries de 11 equipas são localizados mais a norte. A série "A" é a série mais a norte e a série "F" a mais a sul.
Caso existam três, duas ou uma desistência antes do sorteio ou não confirmação dos clubes as vagas não serão preenchidas e a 1ª fase é disputada respetivamente por 60, 61 ou 62 clubes divididos por 6 séries de 10 equipas, 5 séries de 11 equipas e uma série de 11 equipas ou 4 séries de 10 equipas e 2 séries de 11 equipas conforme o caso.
As séries com 11 equipas correspondem às séries com maior número de clubes da Região Autónoma da Madeira.
Em cada série os clubes jogam entre si por pontos  na qualidade de visitante e outra na qualidade de visitados a 2 voltas.
O 1° e 2° classificados de cada série apuram-se para a 2ª fase - subida num total de 12 clubes.
Os restantes clubes apuram-se para a 2ª fase manutenção e descida.
Na primeira fase é permitida a presença de 2 equipas B por série.
Caso existam três ou mais equipas referidas na condição anterior os clubes são distribuídos proporcionalmente por séries diferentes com base na sua localização geográfica.

#### 2ª Fase
A 2ª fase subida é disputada por 12 clubes divididos em 2 séries de 6 equipas de acordo com a sua localização geográfica. Em cada série os clubes jogam entre si a duas voltas por pontos uma na qualidade de visitado e outra na qualidade de visitante conforme o sorteio.
O 1° e 2° classificados de cada série apuram-se para a Liga 3 da época seguinte.
Os 1° classificados de cada série apuram-se para a 3ª fase Apuramento de Campeão.
A 2ª Fase Manutenção e Descida é disputada por 51 clubes em 9 séries de 4 equipas e 3 séries de 5 equipas de acordo com a sua localização geográfica. As séries de 5 equipas são localizados mais a norte.
Em cada série os clubes jogam entre si a 2 voltas por pontos, sendo uma na qualidade de visitado e outra de visitante, conforme o sorteio.
Os 1° e 2° classificados de cada série asseguraram a manutenção na época seguinte num total de 24 equipas. Os restantes, em qualquer um dos casos descem aos campeonatos distritais.

#### 3ª Fase Apuramento de Campeão
É disputado num único jogo em campo neutro pelos 2 Clubes apurados para apurar o novo campeão do Campeonato de Portugal. 
O clube com mais pontos joga na condição de visitado, em caso de empate o clube com menos cartões amarelos e vermelhos jogará na condição de visitado.

## Transmissão TV
O Campeonato de Portugal é transmitido pelo Canal 11 que transmite vários jogos da Competição.

## Vencedores
| Época                                                                | Campeão                                       | Resultado                                     | Vice-campeão                                  | 3.º classificado                              | Resultado                                     | 4.º classificado                              |
| -------------------------------------------------------------------- | --------------------------------------------- | --------------------------------------------- | --------------------------------------------- | --------------------------------------------- | --------------------------------------------- | --------------------------------------------- |
| 2013–14                                                              | Freamunde                                     | 3–2                                           | Oriental                                      | Vitória de Guimarães B                        | 0–0, 2–0                                      | Benfica e Castelo Branco                      |
| 2014–15                                                              | Mafra                                         | 1(4)–(3)1                                     | Famalicão                                     | Varzim                                        | 2–0, 1–1                                      | Casa Pia                                      |
| 2015–16                                                              | Cova da Piedade                               | 0(2)–(0)0                                     | Vizela                                        | Fafe                                          | 1–0, 0–0                                      | Casa Pia                                      |
| 2016–17                                                              | Real Sport Clube                              | 2–0                                           | UD Oliveirense                                | Merelinense e Praiense                        | Merelinense e Praiense                        | Merelinense e Praiense                        |
| 2017–18                                                              | Mafra                                         | 2–1                                           | SC Farense                                    | União de Leiria e Vilafranquense              | União de Leiria e Vilafranquense              | União de Leiria e Vilafranquense              |
| 2018–19                                                              | Casa Pia                                      | 2(4)–(2)2                                     | UD Vilafranquense                             | União de Leiria e Praiense                    | União de Leiria e Praiense                    | União de Leiria e Praiense                    |
| 2019–20                                                              | Prova suspensa devido à pandemia de COVID-19. | Prova suspensa devido à pandemia de COVID-19. | Prova suspensa devido à pandemia de COVID-19. | Prova suspensa devido à pandemia de COVID-19. | Prova suspensa devido à pandemia de COVID-19. | Prova suspensa devido à pandemia de COVID-19. |
| 2020–21                                                              | Trofense                                      | 1–0 (ap)                                      | Estrela da Amadora                            | –                                             | –                                             | –                                             |
| Prova como quarto escalão do sistema de ligas de futebol de Portugal |                                               |                                               |                                               |                                               |                                               |                                               |
| 2021–22                                                              | Paredes                                       | 4–0                                           | Fontinhas                                     | Vilaverdense e Moncarapachense                | Vilaverdense e Moncarapachense                | Vilaverdense e Moncarapachense                |
| 2022–23                                                              | Atlético                                      | 3–0                                           | Vianense                                      | Lusitânia de Lourosa e 1º Dezembro            | Lusitânia de Lourosa e 1º Dezembro            | Lusitânia de Lourosa e 1º Dezembro            |
| 2023–24                                                              | Amarante                                      | 3–0                                           | Vitória de Setúbal                            | U. Santarém e Limianos                        | U. Santarém e Limianos                        | U. Santarém e Limianos                        |
| 2024–25                                                              | Lusitano de Évora                             | 1(3)–(1)1                                     | Vitória SC B                                  | Paredes e Amora                               | Paredes e Amora                               | Paredes e Amora                               |

## Palmarés
| Clubes             | Títulos | Vice-campeões | Épocas dos títulos | Épocas vice-campeões |
| ------------------ | ------- | ------------- | ------------------ | -------------------- |
| Mafra              | 2       | –             | 2014-15, 2017-18   | –                    |
| Freamunde          | 1       | –             | 2013-14            | –                    |
| Cova da Piedade    | 1       | –             | 2015-16            | –                    |
| Real SC            | 1       | –             | 2016-17            | –                    |
| Casa Pia           | 1       | –             | 2018-19            | –                    |
| Trofense           | 1       | –             | 2020-21            | –                    |
| Paredes            | 1       | –             | 2021-22            | –                    |
| Atlético CP        | 1       | –             | 2022-23            | –                    |
| Amarante           | 1       | –             | 2023-24            | –                    |
| Lusitano de Évora  | 1       | -             | 2024-25            |                      |
| Oriental           | –       | 1             | –                  | 2013-14              |
| Famalicão          | –       | 1             | –                  | 2014-15              |
| Vizela             | –       | 1             | –                  | 2015-16              |
| Oliveirense        | –       | 1             | –                  | 2016-17              |
| Farense            | –       | 1             | –                  | 2017-18              |
| Vilafranquense     | –       | 1             | –                  | 2018-19              |
| Estrela da Amadora | –       | 1             | –                  | 2020-21              |
| Fontinhas          | –       | 1             | –                  | 2021-22              |
| Vianense           | –       | 1             | –                  | 2022-23              |
| Vitória FC         | –       | 1             | –                  | 2023-24              |
| Vitória SC B       | -       | 1             | –                  | 2024-25              |